# Champniers-et-Reilhac
 Champniers-et-Reilhac  (en occitano Champs Niers e Relhac) es una población y comuna francesa, situada en la región de Aquitania, departamento de Dordoña, en el distrito de Nontron y cantón de Bussière-Badil.

## Demografía
| 694 | 661 | 554 | 548 | 544 | 533 |
| Para los censos de 1962 a 1999 la población legal corresponde a la población sin duplicidades (Fuente: INSEE [Consultar]) |     |     |     |     |     |